# بوغدوز (آک‌یورت)
بوغدوز (به لاتین: Büğdüz) یک منطقهٔ مسکونی در ترکیه است که در اکیورت واقع شده‌است.